# Myrtlewood
Myrtlewood es un pueblo ubicado en el condado de Marengo en el estado estadounidense de Alabama. En el censo de 2000, su población era de 139.

## Demografía
En el 2000 la renta per cápita promedia del hogar era de $ 42.188$, y el ingreso promedio para una familia era de 50.114$. El ingreso per cápita para la localidad era de 21.262$. Los hombres tenían un ingreso per cápita de 51.667$ contra 31.250$ para las mujeres.

## Geografía
Myrtlewood está situado en 32°14′50″N 87°56′50″O / 32.24722, -87.94722 (32.247254, -87.947141)
Según la Oficina del Censo de los EE. UU., la ciudad tiene un área total de 2.59 millas cuadradas (6.72 km²).